# بوريس بوغو
بوريس كارلوفيتش بوغو (باللاتيفية: Boriss Pugo, بالروسية: Бори́с Ка́рлович Пу́го) ولد 19 فبراير 1937 – وتوفي 22 اغسطس 1991 في موسكو سياسي شيوعي سوفيتي متشدد. ولد في كالينين (تدعى الآن ب تفير) في جمهورية روسيا الاتحادية الاشتراكية السوفيتية، في عائلة شيوعية ذات اصول لاتيفية، وقد غادرت عائلته لاتيفيا عقب اعلان استقلالها في 1918 . وعادت العائلة إلى لاتيفيا في 1940 بعد ان ضم الاتحاد السوفيتي لاتيفيا له.
تخرج بوغو عام 1960 من جامعة ريغا التقنية، عمل بعدها في الكومسكول (الاتحاد العام لرابطة الشباب الشيوعي اللينيني) حيث عمل في أكثر من كومسكول، ثم عمل في الحزب الشيوعي، ومناصب حكومية أخرى، سواء في لاتيفيا أو موسكو. وشغل خلال الفترة 1960 إلى 1984 مناصب السكرتير العام للاتحاد المركزي للكومسكول اللاتيفي. السكرتير العام للجنة المركزية للكومسكول في الاتحاد السوفيتي. السكرتير الأول للجنة مدينة ريغا في الحزب الشيوعي. رئيس لجنة أمن الدولة في لاتيفيا.
ثم شغل بين 14 ابريل 1984 حتى 4 أكتوبر 1988 منصب الامين العام للحزب الشيوعي في جمهورية لاتفيا الاشتراكية السوفيتية. ثم أصبح رئيس لجنة الرقاية في اللجنة المركزية للحزب الشيوعي في الاتحاد السوفيتي من 1988 حتى 1991 .
في 1990 عين وزيرا للداخلية للاتحاد السوفيتي. وفي عام 1991 شارك في انقلاب اغسطس، وكان عضوا في لجنة الدولة لحالة الطوارئ. بعد فشل الانقلاب قام بالانتحار هو وزوجته.
القت الصحافة الكثير من الشكوك حول ملابسات انتحاره. واشارت صحف أخرى بما فيها صحف روسية إلى احتمال قتله وتصوير الامر على انه عملية انتحار

## روابط خارجية
- بوريس بوغو على موقع مونزينجر (الألمانية)